# Sant Pere de l'Esglesiola
Sant Pere és un temple al nucli de l'Esglesiola, al municipi de l'Espunyola (Berguedà), catalogat a l'Inventari del Patrimoni Arquitectònic de Catalunya. Església adossada a la rectoria pel mur de migdia. Consta d'una sola nau coberta a dues aigües amb teula àrab i a la zona dels peus trobem una torre campanar de bade quadrada. El parament és de grans pedres irregulars unides amb morter.
 La façana és força senzilla, pràcticament llisa; destaquem la porta d'entrada, allindada amb falses pilastres als costats, al fris és un baix relleu molt poc sobresortint amb tot d'inscripcions relacionades amb la construcció de l'edifici. A sobre hi ha un frontó amb la part superior arrodonida amb un relleu amb l'emblema episcopal del bisbat de Solsona. A mitja façana hi ha un òcul que il·lumina la nau.
L'església és una obra del segle xviii però el lloc i el mateix edifici ja els trobem esmentats el 1314, quan el cavaller R. Cespunyola vengué al seu oncle Ramon de Sant Cerní la tercera part del delme de les parròquies de Sant Climent de l'Espunyola i de Sant Pere de Cesglaiola. A la façana de l'actual església una llegenda epigràfica que diu Et tibi dabo claves regni celorum. XV tu es Petrus B et super hanc petram aedificabo ecclesiam mean. La façana és una obra del segle xix d'estil neoclàssic, és esmentada el 1831.